# Мысловский, Станислав Людвигович
Станислав Людвигович Мысловский (1856—1918) — русский архитектор. Работал преимущественно в Воронеже.
Дочь — Мысловская-Немилова Александра Станиславовна (1885—1952), врач, жена профессора, доктора медицины, Немилова Александра Александровича
Дочь — имя неизвестно
Сын — Мысловский, Евгений Станиславович (1887—1919).

## Биография
Родился 14 октября 1856 года в Воронеже.
Отец — военный инженер Людвиг Мысловский (ок. 1825—1905), поляк, выходец из Каменец-Подольской губернии. Мать — Пелагея Осиповна (1828—1897), урождённая Заславская; приходилась родной сестрой известному деятелю рабочего движения — Евгению Заславскому (1844—1878), уроженцу Воронежа и выпускнику местной гимназии. Двухэтажный каменный дом, принадлежавший семье Мысловского, стоял на углу Большой Богоявленской и Большой Дворянской (сейчас на этом месте шестиэтажное здание — ул. 25 Октября, 45).
Окончил Петербургское строительное училище (1879). С января 1881 — сверхштатный техник Строительного отделения в Воронеже. Затем в течение года стажировался в Вене и Ницце.
Младший архитектор строительного отдела воронежского губернского правления (с 1886), губернский инженер (1906—1918). Одновременно архитектор Воронежского кадетского корпуса (с 1890). Член Общества гражданской инженерии (1895).
Имел собственную усадьбу неподалёку от Рождественской Хавы в деревне Ивановка (ныне часть Рождественской Хавы).
Умер в 1918 году.

## Работы
С. Л. Мысловский — автор многих жилых и общественных зданий в Воронеже, в числе которых:
- дом Клочковых (ул. К. Маркса, 35, перестроен в 1896—1897),
- католический костёл на улице Лесных дворов (1889—1893, взорван в 1962),
- окружной суд на Б. Дворянской (1896—1898, совместно с А. М. Барановым, здание не сохранено),
- Воронежская синагога (1901—1903, ул. Станкевича, 4).

По проектам Мысловского перестроен дом губернатора (1892—1893, пр. Революции, 22) и сделана пристройка к зданию мужской классической гимназии (1908, пр. Революции, 17).
В 1901 году он выполнил проект психиатрической лечебницы губернского земства в с. Орловка Воронежского уезда.
Мысловским на территории Воронежской губернии построены:
- дом уездного земства, богадельня при кладбищенской церкви и флигель при тюрьме (г. Бобров),
- церкви в сёлах Масловка, Шишовка, Семено-Александровка, Анна (1894—1899) Бобровского уезда,
- флигель при тюрьме и земская богадельня (Богучар),
- церкви в сёлах Банное, Краснополье, Старая Криуша, Журавка, Гринево, Медово, Бычок, Подгорное (все — Богучарский уезд),
- церковь в селе Осетровка Павловского уезда (1899),
- Преображенский собор[2] в слободе Бутурлиновка Бобровского уезда (достроен; проект В. В. Стайновского).

Вероятно является архитектором кредитного дома в Рождественской Хаве.